# Марианьский, Ян
Ян Марианьский (пол. Jan Mariański; 1 января 1930, Коваль — 19 января 2008, Гдыня) — польский хозяйственник, политик и дипломат времён ПНР. Председатель городского совета Гдыни в 1969—1973, затем до 1977 — заместитель главы администрации Гданьского воеводства. В 1977—1980 — генеральный консул ПНР в Канаде. В 1980-х — директор градостроительного бюро в Гданьске. Вошёл в историю Польши, согласившись на переговоры с забастовщиками во время рабочих волнений декабря 1970. Диалог был сорван вмешательством партийных властей.

## Хозяйственно-административная карьера
Вступил в правящую ПОРП в 24-летнем возрасте. В 1955 окончил Гданьский политехнический университет. В 1963 был назначен заместителем начальника воеводского планового управления в Гданьске, в 1965—1966 — заместитель начальника воеводской Государственной плановой комиссии.
С 1969 Ян Марианьский занимал пост председателя президиума городского совета Гдыни. Считался компетентным администратором и хозяйственником. Был одним из инициаторов строительства Музыкального театра имени Дануты Бадушковой. На рубеже 1960-х — 1970-х Ян Марианьский являлся видной фигурой регионального управления Труймясто, во главе которого в 1969—1970 стояли первые секретари Гданьского воеводского комитета ПОРП Станислав Кочёлек и Алоизий Каркошка. В Гдыне возглавляемый Марианьским городской совет подчинялся городскому комитету ПОРП во главе с первым секретарём Хугоном Малиновским.

## В декабрьских событиях 1970
12 декабря 1970 власти ПНР объявили о значительном повышении цен на продовольствие. 14 декабря 1970 начались рабочие протесты в Гданьске, на следующий день они распространились на Гдыню. 15 декабря 1970 тысячи гдыньских рабочих собрались у здания городского совета.
Ян Марианьский оказался единственным представителем власти, вступившим в переговоры с протестующими. Он принял активистов движения и от имени совета подписал протокол о взаимопонимании (первый документ такого рода в Восточной Европе после 1948). Договорённости носили сугубо социально-экономический характер: повышение и индексация зарплат, упорядочение выплаты пособий по временной нетрудоспособности, снижение денежного содержания управленцам и специалистам. Политических требований они не включали. Поэтому Марианьский считал возможным соглашение с забастовочным комитетом.
Однако высшее партийное руководство сделало ставку на силовое подавление протестов. В Труймясто основными проводниками военного решения выступили члены политбюро секретари ЦК ПОРП Зенон Клишко и Станислав Кочёлек. Гданьский и гдыньский секретари Алоизий Каркошка и Хугон Малиновский приняли к исполнению установки вышестоящего партийного начальства. В таких обстоятельствах позиция главы горсовета не имела серьёзного значения.
Поздно вечером 15 декабря члены забастовочного комитета были избиты, арестованы милицией и доставлены в Вейхеровскую тюрьму. 17 декабря 1970 армия и ЗОМО открыли огонь, в Гдыне погибли 13 человек. Марианьский утратил влияние на события.

## После декабря
Рабочие протесты были подавлены, но партийное руководство во главе с Владиславом Гомулкой, включая Клишко и Кочёлека, в начале 1971 ушло в отставку. Новый первый секретарь ЦК ПОРП Эдвард Герек и его окружение позитивно оценили действия Яна Марианьского 15 декабря. Ему был предложен пост первого секретаря гдыньского горкома ПОРП. Однако Марианьский отклонил это предложение, предпочитая менее полномочный, но и менее политизированный госаппарат. (После отстранения Хугона Малиновского, на которого возложили ответственность за кровопролитие в Гдыне, желающих стать городским партийным секретарём не сразу удалось найти.)
С 1973 по 1977 Ян Марианьский был заместителем главы администрации — вице-воеводой — Гданьска. В 1972—1975 являлся также депутатом сейма ПНР, состоял в комиссиях по строительству, ЖКХ и иностранным делам. Затем перешёл на дипломатическую службу и отправился в Монреаль в качестве генерального консула ПНР в Канаде. Вернулся в Польшу в 1980 — год нового подъёма протестного движения и создания профсоюза Солидарность.
В политике Марианьский более не принимал участия. С 1980 по 1990 он возглавлял в Гданьске градостроительное бюро Miastoprojekt. После смены общественно-политической системы в Польше вышел на пенсию.

## Кончина
Ян Марианьский скончался в 78-летнем возрасте. Похоронен в Гдыне на Витоминьском кладбище. По стечению обстоятельств, там же похоронен Брунон Дрыва — портовый рабочий, погибший при расстреле 17 декабря 1970 и ставший символом «чёрного четверга».

## Кинообраз
Ян Марианьский выведен как персонаж в фильме Чёрный четверг (Czarny czwartek) о кровавых событиях декабря 1970 года. Роль Марианьского исполняет Гжегож Гзыль.

## Интересные факты
В гданьской проектной организации Miastoprojekt, которой в 1980—1990 руководил Ян Марианьский, с 1967 по 1981 работал архитектор Кшиштоф Довгялло — автор Баллады о Янеке Вишневском, культовой песни о гдыньских событиях декабря-1970, саундтрека фильма «Чёрный четверг». В августе 1980 Довгялло возглавил в Miastoprojekt забастовочный комитет, противостоявший администрации Марианьского.